# Ferrovia Centro-Atlântica

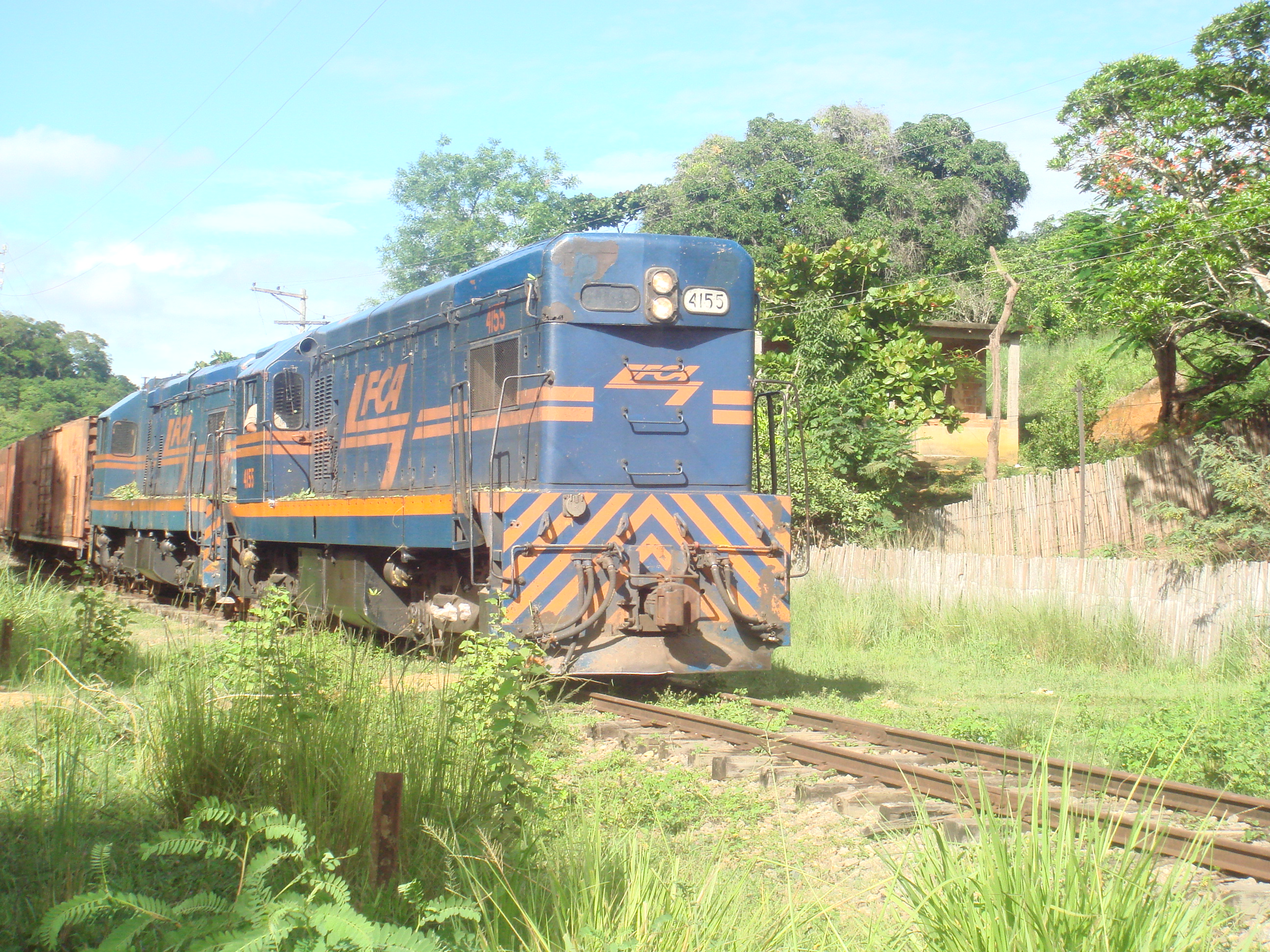
Lokomotiven der FCA Ferrovia Centro Atlântica im Einsatz

Die Eisenbahngesellschaft Ferrovia Centro Atlântica, auch FCA, ist eine private Bahngesellschaft in Brasilien, die zum Konzern der Companhia Vale do Rio Doce (VALE) gehört. 

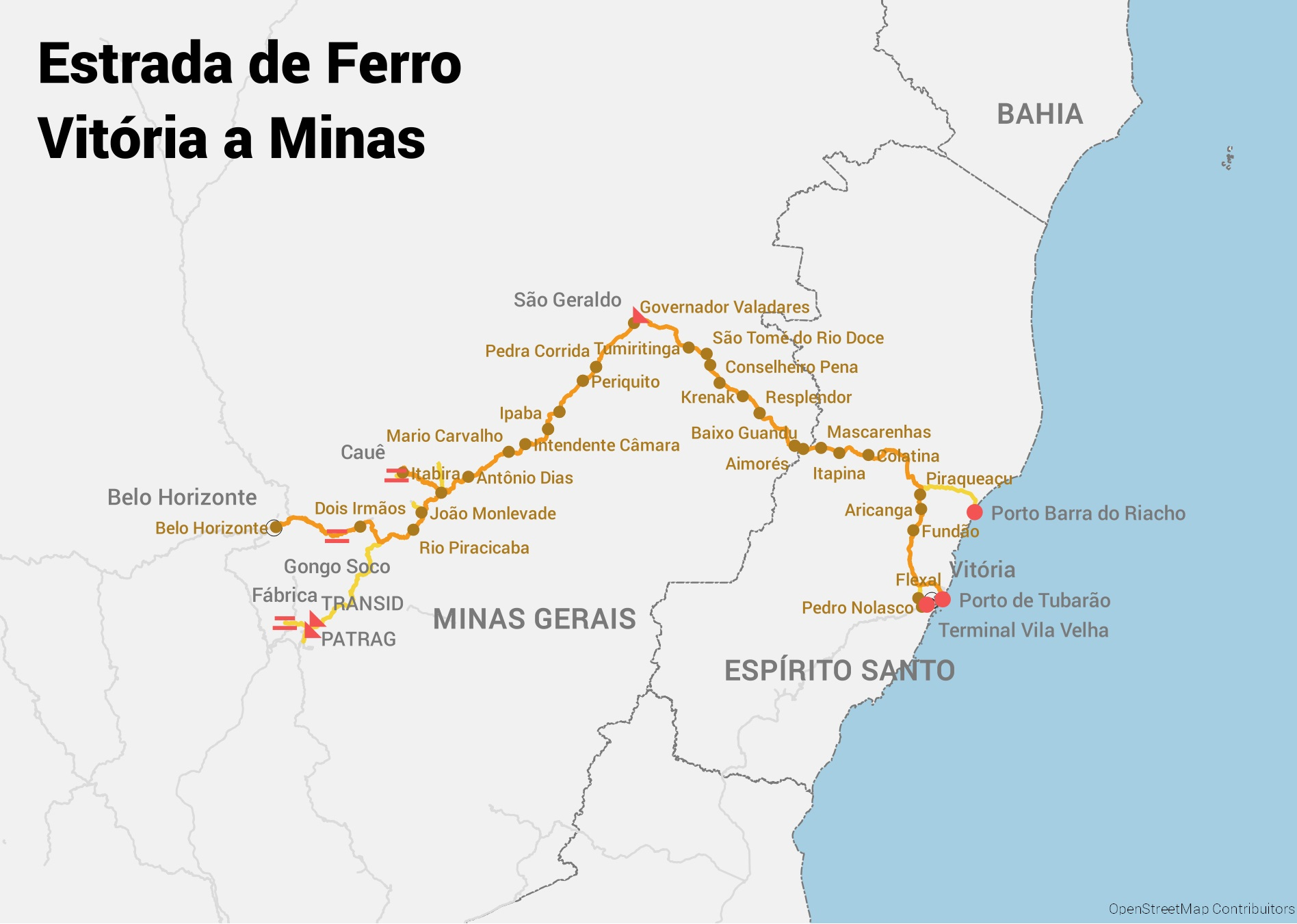
Eisenbahnstrecke der EFVM

## Geschichte
Sie wurde am 1. September 1996 gegründet als Folge der Privatisierung der staatlichen Bahngesellschaft RFFSA Rede Ferroviária Federal. Die Gesellschaft übernahm die Konzessionen für die beiden Streckennetze 
- EFVM Estrada de Ferro Vitória a Minas von Minas Gerais nach Campos und Vitória im Bundesstaat Espírito Santo (SR8). Auf dieser Strecke gibt einen regelmäßigen Personenverkehr.
- FCA von Minas Gerais nach Salvador da Bahia im Bundesstaat Bahia und Sergipe (SR7).
- Hinzu kamen Strecken der privaten Bahngesellschaften Ferroban und Fepasa aus dem Bundesstaat São Paulo, die von der FCA übernommen wurden und bis nach Brasília verlaufen. Die Spurweite beträgt 1000 mm.

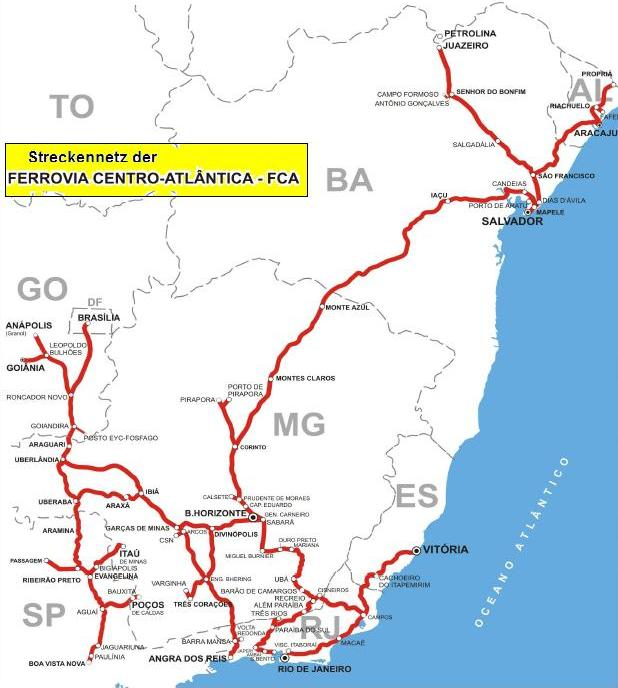
Aktuelles Streckennetz der FCA 2010

1999 kam die FCA unter die Kontrolle des Minenkonzerns Companhia Vale do Rio Doce, der eine Aktienmehrheit seit 2003 bei FCA übernahm. Die Bahngesellschaft FCA verfolgt ein Projekt, das die Herstellung eines Exportkorridors von Pirapora am Rio São Francisco und dem Seehafenterminal von Porto de Tubarão bei Vitória im brasilianischen Bundesstaat Espírito Santo vorsieht. Dieser Transportweg soll schon 2009 einen großen Beitrag zum Exportgeschäft der Region um Pirapora leisten. Ein anderes Großprojekt betrifft die Konstruktion einer neuen Bahnstrecke Variante Ferroviária Litorânea Sul (VFLS) zwischen Cariacica in Minas Gerais und Cachoeiro do Itapemirim im Bundesstaat Espírito Santo. Mit einer Gesamtlänge von 165 km und einem Anschluss an das Industriezentrum von Anchieta wird diese Verbindung eine unfallträchtige ältere Strecke ersetzen. Ein historisches Projekt stellte die FCA im Jahr 2006 fertig. Es handelt sich hierbei um den Trem da Vale, eine wiederhergerichtete historische Bahnstrecke, die die bekannten Barockorte Mariana und Ouro Preto im Bundesstaat Minas Gerais miteinander verbindet.